# Abrantes
Abrantes is een plaats en gemeente in het Portugese district Santarém, provincie Ribatejo.
De gemeente heeft een totale oppervlakte van 713 km² en telde 42.235 inwoners in 2001 en is gelegen op de noordelijke oever van de Taag.

## Geschiedenis
Abrantes werd in 1148 veroverd door Alfons I van Portugal op de moslims van Al-Andalus die de plaats vanaf de 8ste eeuw in bezit hadden. Het kasteel werd in 1173 door hem aan de Orde van Santiago geschonken. In 1179 vond de herovering door de Almohaden uit Marokko onder kalief Abu Yaqub Yusuf plaats. Dit was van korte duur.
Het vestingsstadje is bekend door de verovering door de Franse generaal Junot in 1807. Deze kreeg hiervoor de titel : Hertog van Abrantes.

## Bezienswaardigheden
- kasteel van Abrantes (Castelo de Abrantes) uit de 14de eeuw en er zijn veel aangeplante kurkeiken.

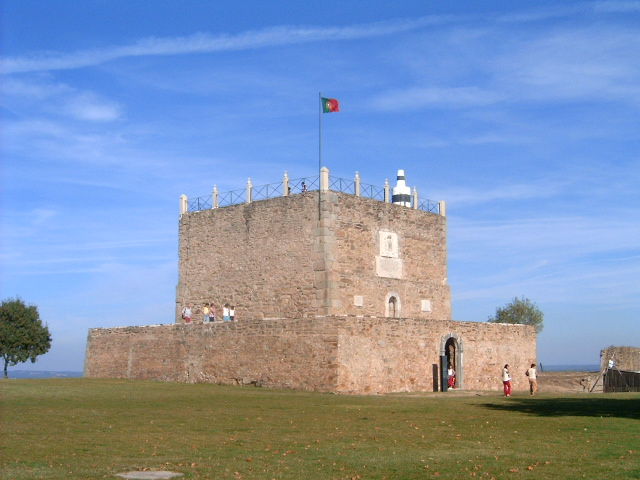
kasteel van Abrantes

## Plaatsen in de gemeente
Abrantes bestaat uit 19 freguesias of parochies:

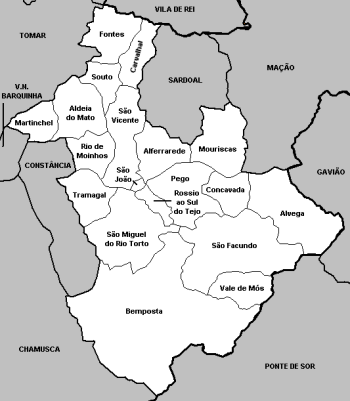
Freguesias

- Aldeia do Mato
- Alferrarede
- Alvega
- Bemposta
- Carvalhal
- Concavada
- Fontes
- Martinchel
- Mouriscas
- Pego
- Rio de Moinhos
- Rossio ao Sul do Tejo
- São Facundo
- São João
- São Miguel do Rio Torto
- São Vicente
- Souto
- Tramagal
- Vale das Mós